# Listă de filme spaniole din 2009
Aceasta este o listă de filme spaniole din 2009:

## Lista
| 2009                       |                                | |                  |                                                                      |
| Los abrazos rotos          | Pedro Almodóvar                | Penélope Cruz, Blanca Portillo, José Luis Gómez, Lluís Homar, Tamar Novas, Ángela Molina, Lola Dueñas, Carlos Leal, Rubén Ochandiano                                  | Thriller         |                                                                      |
| Ágora                      | Alejandro Amenábar             | Rachel Weisz, Max Minghella | Historical drama |                                                                      |
| Planet 51                  | Jorge Blanco                   | Dwayne Johnson, Jessica Biel, Gary Oldman | Animation        |                                                                      |
| Manolete                   | Menno Meyjes                   | Adrien Brody, Penélope Cruz, Santiago Segura, Ann Mitchell | Biopic           |                                                                      |
| REC 2                      | Jaume Balagueró and Paco Plaza | Manuela Velasco, Leticia Dolera, Juli Fábregas | Horror           |                                                                      |
| Che                        | Steven Soderbergh              | Benicio del Toro, Demián Bichir, Catalina Sandino Moreno, Rodrigo Santoro, Carlos Bardem, Jordi Mollà, Rubén Ochandiano                                               | Biopic           |                                                                      |
| Celda 211                  | Daniel Monzón                  | Luis Tosar, Carlos Bardem, Antonio Resines, Marta Etura, Luis Zahera                                                                                                  | Action drama     |                                                                      |
| Map of the Sounds of Tokyo | Isabel Coixet                  | Rinko Kikuchi, Sergi López | Drama            | Entered into the 2009 Cannes Film Festival                           |
| Tetro                      | Francis Ford Coppola           | Maribel Verdú, Vincent Gallo, Carmen Maura, Rodrigo De la Serna, Klaus Maria Brandauer, Leticia Brédice                                                               | Drama            |                                                                      |
| El mal ajeno               | Óskar Santos Gómez             | Belén Rueda, Eduardo Noriega, Angie Cepeda, José Ángel Egido, Carlos Leal, Clara Lago                                                                                 | Drama            | Produced by Alejandro Amenábar and written by Daniel Sánchez Arévalo |
| Fuga de cerebros           | Fernando González Molina       | Mario Casas, Amaia Salamanca, Alberto Amarilla, Canco Rodríguez, Gorka Lasaosa, Pablo Penedo, Antonio Resines, Loles León, Alex Angulo, Mariano Peña, David Fernández | Comedy           |                                                                      |
| Spanish Movie              | Javier Ruiz Caldera            | Carlos Areces, Joaquin Reyes, Alexandra Jiménez, Silvia Abril, Leslie Nielsen, Eduardo Gómez, Juana Cordero, Carmen Ruiz, Michelle Jenner, Laia Aida                  | Parody           |                                                                      |
| El cónsul de Sodoma        | Sigfrid Monleón                | Jordi Mollà, Bimba Bosé, Àlex Brendemühl | biopic           |                                                                      |